# Antipersonenmine

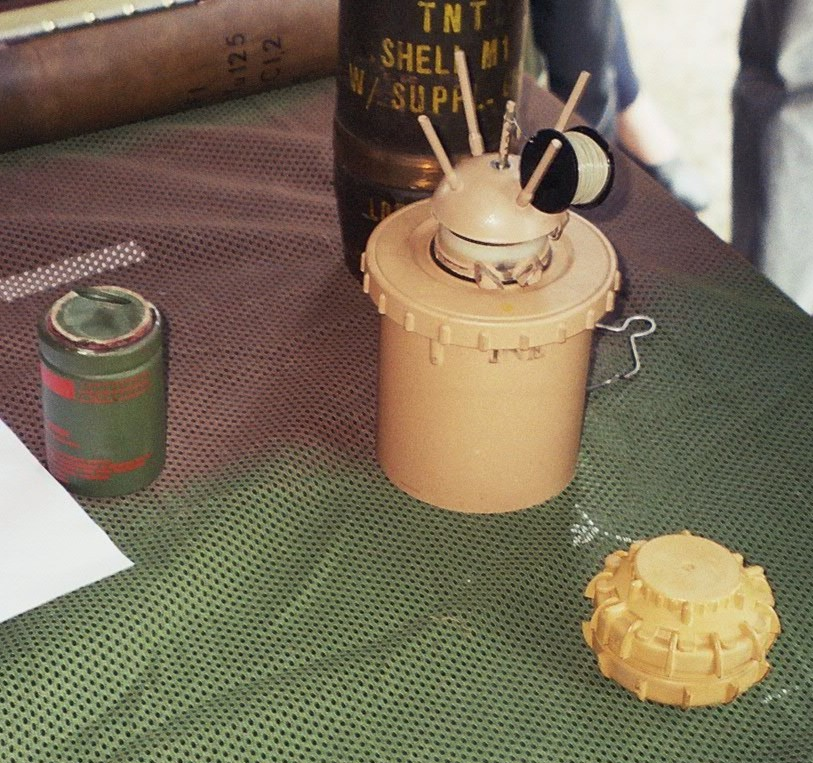
Einige Modelle von Antipersonenminen

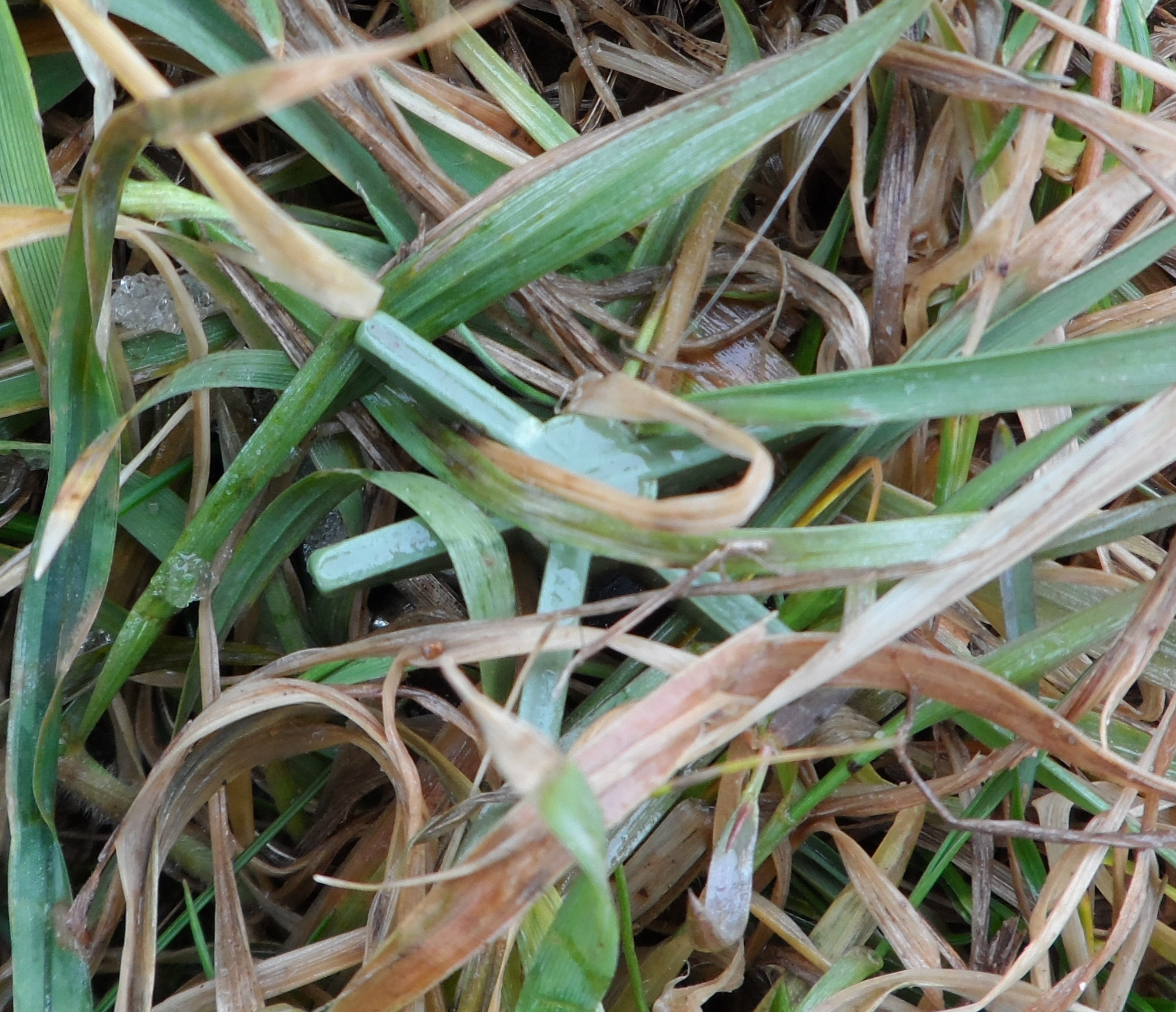
Kaum sichtbarer Druckzünder einer Antipersonenmine (PMA-2) im verwachsenen Gelände (Bosnien 2013)

Eine Antipersonenmine (Schützenabwehrmine, Schützenmine, umgangssprachlich Tretmine) ist eine Landmine, die gegen Menschen eingesetzt wird. Ihre Sprengkraft reicht nicht aus, um gepanzerte Fahrzeuge zu beschädigen, und zielt ab auf die Tötung des Gegners oder auf seine Verletzung, um durch dessen notwendige Versorgung Ressourcen zu binden und den Feind zu demoralisieren. Antipersonenminen werden meist durch die Person ausgelöst, gegen die sie wirkt. Sie können weder zwischen Soldat und Zivilist noch zwischen Freund und Feind unterscheiden (siehe auch: Friendly Fire).

## Ächtung

Mitglieder der Ottawa-Konvention

Antipersonenminen sind seit 1997 international geächtet. Die bisher von 164 Staaten ratifizierte Ottawa-Konvention aus dem Jahr 1997 verbietet Einsatz, Produktion, Lagerung und Weiterverkauf. 32 Staaten, darunter die drei ständigen UNO-Sicherheitsratsmitglieder USA, Russland und China, haben den Ottawa-Vertrag nicht unterzeichnet (Stand Juni 2023).
Auch die Atommächte Indien, Pakistan und Israel verweigern bislang ihre Unterschrift. 
Die Ukraine gehört zwar zu den Unterzeichnerstaaten, hat aber vorhandene Minenvorräte bislang nicht vernichtet und setzt Human Rights Watch zufolge weiterhin bestimmte Arten von Antipersonenminen ein. Im November 2024 sagte die USA der Ukraine die Lieferung von Antipersonenminen zu, die gegen russische Fußsoldaten eingesetzt werden sollen.
Im April 1996 hatte Volker Rühe, deutscher Bundesverteidigungsminister von 1992 bis 1998, erklärt, dass die Bundeswehr unabhängig vom Ausgang des Treffens der UN-Landminenkonferenz in Genf in Zukunft auf sogenannte Antipersonenminen verzichten werde. Für die Entwicklung, Erprobung und Beschaffung von Antipersonenminen würden keine Haushaltsmittel des Staates mehr zur Verfügung gestellt.

## Produzenten
Die großen europäischen Industriestaaten sind mittlerweile aus der Produktion von Antipersonenminen ausgestiegen. Antipersonenminen sind preiswert zu produzieren und werden heute nach dem Vorbild amerikanischer oder russischer Prototypen auch von Kleinstunternehmen in vielen Krisenregionen der Welt hergestellt oder aus Altbeständen billig importiert.
2004/05 wurden in 13 Staaten Schützenabwehrminen hergestellt (1990 waren es noch 54 Staaten): Myanmar, China, Indien, Iran, Kuba, Nepal, Nordkorea, Pakistan, Russland, Singapur, Südkorea, USA, Vietnam.
Im selben Zeitraum (2004/05) wurden Personenminen noch von drei Staatsarmeen eingesetzt: Myanmar, Nepal und Russland.
Zur gleichen Zeit verlegten etwa 40 nicht-staatliche Kampftruppen in 13 Ländern Anti-Personen-Minen. Diese Gruppierungen sind durch internationale Verbotsverträge schwer zu erreichen.

## Typen
Schützenabwehrminen unterscheiden sich hauptsächlich durch Form, Wirkung und Auslösemechanismus. Sie können in folgende Kategorien eingeteilt werden:
- Druckminen (Blast Mines): Ausgelöst durch direktes Auftreten, meistens runde oder rechteckige Form, oder auch Sonderformen wie z. B. Schmetterlingsminen. Weitverbreitete Druckminen sind z. B. die russischen PMN-Minen oder die jugoslawischen PMA-Modelle (PMA-1, PMA-2 und PMA-3). Druckminen wirken fast ausschließlich durch Sprengstoff, in selteneren Fällen auch durch Hohlladungen, wie z. B. die kanadisch-britische Elsie C3 oder die jugoslawische PNM-2 „Goražde“.
- Stockminen (Fragmentation Mines): Ausgelöst durch direktes Auftreten und/oder Auslösedraht. Bestehen fast ausschließlich aus einem metallenen Splitterkörper, der auf einem Holz- oder Aluminiumpflock aufgesetzt ist. Bekannte Stockminen sind etwa die russischen POMZ-Modelle (POMZ, POMZ-2, POMZ-2M), die jugoslawischen PMR-Modelle (PMR-1, PMR-2, PMR-3, PMR-4) und die vietnamesische P40 (Apple- oder Ball-Mine genannt).
- Springminen (Bouncing Fragmentation Mines): Ausgelöst durch direktes Auftreten, Auslösedraht oder elektrische Fernzündung. Bestehen meist aus einem zylindrischen Metallkörper, der nach der Auslösung in die Luft geschleudert wird und dort unter Splitterwirkung detoniert. Bekannteste Vertreter dieser Minenart sind die deutschen S-Minen (S-Mine 35, S-Mine 44), die russischen OZM-Modelle (OZM-3, OZM-4, OZM-72) und die US-amerikanische M-16.
- Richtminen (Directional Fragmentation Mines): Auch als Richtsplitterladungen, Horizontalschützenminen oder gerichtete Ladungen bezeichnet. Ausgelöst durch Auslösedraht oder elektrische Fernzündung. Leicht gebogener Kunststoffkörper mit Standbeinen zum Aufstellen im Gelände, oder Halterungen zum Anbringen an Gegenständen oder Bäumen. Sie wirken durch eine Splitterladung in eine zuvor bestimmte Richtung. Bekanntester Vertreter der Richtminen ist die US-amerikanische M18 Claymore; weitere bekannte Modelle von Richtminen sind etwa die jugoslawische MRUD, oder die russische MON-Reihe (MON-50, MON-90, MON-100, MON-200).

## Ähnliche Waffen
- Sprengfalle
- Unkonventionelle Spreng- oder Brandvorrichtung: eine nicht-industriell hergestellte Sprengfalle (engl. IED)
- Selbstschussanlage: eine kegelförmige Splittermine mit Richtwirkung (offizielle DDR-Bezeichnung), wie sie an der DDR-Grenzsperre verbaut war